# ラ・ラ・トーキョー
『ラ・ラ・トーキョー』は、2019年4月1日から10月31日までTOKYO FMで放送されたラジオ番組である。

## 概要
平日の朝ワイド番組「クロノス」の関連番組として、2018年4月から2019年3月に放送していた「クロノスWIZ」をリニューアルしたもの。
パーソナリティーは「クロノスWIZ」から引き続きケリーアンが担当。
2019年8月26日～8月30日は村上春樹が出演する「村上RADIO」再放送のため、当番組の放送はなかった。
2019年10月14日に同年10月31日を以って終了することになったことが発表され、10月31日の放送をもって終了した。当番組終了後のTOKYO FMの平日5時台は、JFNC制作番組が放送されることになった。

## タイムテーブル
| 時間   | コーナー名                   | コーナー内容 |
| ------ | ---------------------------- | --- |
| 5:00   | オープニングナンバー         | 佐野元春「モリスンは朝、空港で」の冒頭部分が流れた後、「ラ・ラ・トーキョー」のタイトルコール                                                                          |
| 5:05頃 | オープニングトーク・天気予報 | |
| 5:15頃 | ニュース・天気予報           | |
| 5:30頃 | ファボ・トーキョー           | 日替わり企画。月曜日「トーキョー」・火曜日「SNS」・水曜日「ライフスタイル」・木曜日「サブカルチャー」・金曜日「トーキョーハナキンミックスタイム」をテーマにしている。 |
| 5:50頃 | エンディング                 | 天気予報と「ONE MORNING」の予告。 |